# Stizochymus salinator
Stizochymus salinator är en tvåvingeart som först beskrevs av Walker 1849.  Stizochymus salinator ingår i släktet Stizochymus och familjen rovflugor. Inga underarter finns listade i Catalogue of Life.